# ملكة جمال الولايات المتحدة الأمريكية 2022
ملكة جمال الولايات المتحدة الأمريكية 2022 (بالإنجليزية: Miss USA 2022)‏ هي مسابقة ملكة جمال الولايات المتحدة الأمريكية الواحدة والسبعين في تاريخ مسابقة ملكة جمال الولايات المتحدة الأمريكية منذ انطلاقتها عام 1952، من المقرر اقامة المسابقة في 03 أكتوبر 2022 في منتجع غراند سييرا في رينو ، ولاية نيفادا ستتوج إيل سميث من كنتاكي خليفتها في نهاية الحدث توجت ار 'بوني غابرييل من تكساس من قبل إيل سميث من ولاية كنتاكي وستواصل تمثيل الولايات المتحدة في مسابقة ملكة جمال الكون 2022. هذا أول فوز لولاية تكساس منذ 14 عامًا. في العمر 28 عامًا و 6 أشهر و 13 يومًا وتصبح ر 'بوني غابرييل أكبر فائزة بملكة جمال الولايات المتحدة الأمريكية في تاريخ المسابقة، متجاوزة تشيزلي كريست في عام 2019، التي كانت أيضًا في الثامنة والعشرين من عمرها عندما توجت باللقب في ذلك الوقت، وتعتبر ار بوني غابرييل أول أمريكية آسيوية منذ تتويج بروك لي باللقب عام 1997 وأول حاملة لقب أمريكية من أصل فلبينية منذ ماسيل ويلسون في عام 1962.
واصلت ممثلة الولايات المتحدة الأمريكية ار 'بوني غابرييل في مسابقة ملكة جمال الكون وتوجت بمسابقة ملكة جمال الكون 2022 بعد ثلاثة أشهر في نيو أورلينز ، لتصبح تاسع سيدة أمريكية تحقق هذا اللقب ، بفوزها توجت مورغان رومانو الوصيفة الأولى من ولاية كارولاينا الشمالية بلقب ملكة جمال الولايات المتحدة الأمريكية في 27 يناير 2023 خلال حفل المسابقات التمهيدية لمسابقة ملكة جمال مراهقات ألاباما الولايات المتحدة الأمريكية وملكة جمال ألاباما الولايات المتحدة الأمريكية 2023، وتصبح رابع سيدة من ولاية كارولاينا الشمالية تحمل لقب ملكة جمال الولايات المتحدة الأمريكية.

## النتائج

### المراكز النهائية
| النتائج النهائية                          | المتنافسة |
| ----------------------------------------- | --- |
| ملكة جمال الولايات المتحدة الأمريكية 2022 | - تكساس - ار 'بوني غابرييل |
| الوصيفة الأولى                            | - كارولاينا الشمالية - مورغان رومانو |
| الوصيفة الثانية                           | - نبراسكا - ناتالي بيبر |
| الوصيفة الثالثة                           | - أوهايو - سير كورا كارول |
| الوصيفة الرابعة                           | - إلينوي - إنجل رييس |
| أفضل 12                                   | - كونيتيكت - سينثيا دياس - كانساس - إليز نوي - مينيسوتا - مادلين هيلجيت - نيو هامبشاير - كاميلا ساكو - نيو مكسيكو - سوزان بيريز - تينيسي - إميلي ساتل - فيرمونت - كيلسي غولونكا |
| أفضل 16                                   | - كاليفورنيا - تيفاني جونسون - مقاطعة كولومبيا - فيث بورتر - ميزوري - ميكالا ماكغي - فيرجينيا الغربية - كريستيان ليونارد                                                        |

### جوائز خاصة
| جائزة              | جائزة              | المتسابقة                  |
| ------------------ | ------------------ | -------------------------- |
| أفضل زي رسمي       | الفائزة            | - تكساس – ار 'بوني غابرييل |
| أفضل زي رسمي       | المركز الثاني      | - تينيسي - إميلي ساتل      |
| أفضل زي رسمي       | المركز الثالث      | - مين - إليزابيث كيرفن     |
| ملكة جمال اللطافة  | ملكة جمال اللطافة  | - ألاسكا - كورتني شومان    |
| ملكة جمال الجاذبية | ملكة جمال الجاذبية | - إلينوي - أنجيل رييس      |

## خلفية

### اختيار المتسابقين
أثر جائحة كوفيد-19 على المدة الفاصلة بين معظم مسابقات الدولة من مسابقة العام السابق، حيث تم تقصير فترة حكم حاملي اللقب العام السابق إلى ثمانية إلى أحد عشر شهرًا، اعتمادًا على الولاية. يتم اختيار المندوبين من 50 ولاية ومقاطعة كولومبيا في مسابقات الولاية التي بدأت في سبتمبر 2021 وستنتهي في يوليو 2022 لتجنب التنافس مع مسابقات ملكة جمال أمريكا 2023 ، حيث يمكن أن يصبح جدول مسابقة ملكة الولاية كثيفًا للغاية بين آخر مسابقة ملكة للولاية. أقيمت من عام 2021. كانت أول مسابقات ملكات الدولة هي أيداهو ومونتانا، والتي عقدت معًا في 12 سبتمبر 2021 ، وستكون كولورادو آخر مسابقة ملكة للولاية، ومن المقرر عقدها في 3 يوليو 2022.
ابتداءً من هذا العام، لا يمكن للمتسابقين الذين شاركوا في مسابقة ملكة التنافس على أكثر من ولاية واحدة كل عام، مع عودة قواعد الأهلية إلى القاعدة السابقة منذ أن تولت كريستل ستيوارت منصب الإدارة في نهاية عام 2020. وكانت جميع مسابقات ملكة الدولة عاد إلى طاقته الكاملة مع مطالبة المتفرجين والمتسابقين بتطعيمهم بالكامل.
تنافس ستة مندوبين سابقًا في ملكة جمال مراهقات الولايات المتحدة الأمريكية وملكة جمال أمريكا، وأربعة فائزات سابقات في ملكة جمال مراهقات الولايات المتحدة الأمريكية، وواحد حامل لقب ملكة جمال أمريكا سابقة، وواحد حامل لقب ملكة جمال مراهقات أمريكا المتميزات.

### الحكام
- آشلي كلارك - سيدة أعمال ومنتجة أمريكية
- سو يون لي - لاعب تنس الطاولة وعارض أزياء كوري جنوبي
- كيرك مايرز - مدرب لياقة أمريكي
- أوليفيا بونتون - عارضة أزياء أمريكية ومؤثرة على وسائل التواصل الاجتماعي
- آرون بوتس - مصمم أزياء أمريكي
- نيكول ويليامز-إنجليش - مصممة وعارضة أزياء كندية

## المتسابقات
تنافس على اللقب 51 متسابقة.
| الولاية            | المتسابقة        | العمر | مسقط رأسها       | المركز          | ملاحظات |
| ------------------ | ---------------- | ----- | ---------------- | --------------- | --- |
| ألاباما            | كاتلين فينسون    | 21    | دوثان            |                 | |
| ألاسكا             | كورتني شومان     | 27    | أنكوريج          |                 | سابقًا ملكة جمال ألاسكا 2018 |
| أريزونا            | إيزابيل تيكلو    | 28    | فينيكس           |                 | سابقًا ملكة جمال أريزونا 2018 |
| أركنساس            | رايلي واجنر      | 21    | أوزارك           |                 | |
| كاليفورنيا         | تيفاني جونسون    | 24    | لانكستر          | أفضل 16         | |
| كولورادو           | أليكسيس غلوفر    | 23    | كولورادو سبرينغز |                 | سابقًا ملكة جمال مراهقات كولورادو الولايات المتحدة الأمريكية 2017                                                                                      |
| كونيتيكت           | سينثيا دياس      | 22    | وولكوت           | أفضل 12         | سابقًا ملكة جمال مراهقات كونيتيكت المتميزات 2014 |
| ديلاوير            | جريس لانج        | 22    | نيوارك           |                 | سابقًا ملكة جمال مراهقات ديلاوير الولايات المتحدة الأمريكية 2017                                                                                       |
| مقاطعة كولومبيا    | فيث بورتر        | 23    | واشنطن العاصمة   | أفضل 16         | |
| فلوريدا            | تايلور فولفورد   | 27    | أوكيشوبي         |                 | |
| جورجيا             | هولي هاينز       | 26    | شوغر هيل         |                 | |
| هاواي              | كيانا يامات      | 27    | هونولولو         |                 | |
| أيداهو             | جوردانا دهمين    | 26    | بويسي            |                 | |
| إلينوي             | إنجيل رييس       | 24    | شيكاغو           | الوصيفة الرابعة | |
| إنديانا            | سامانثا توني     | 27    | كلاركسفيل        |                 | |
| أيوا               | راندي استبروك    | 24    | دي موين          |                 | |
| كانساس             | إليز نوي         | 23    | لورانس           | أفضل 12         | |
| كنتاكي             | ليزي نيوتز       | 23    | لويفيل           |                 | |
| لويزيانا           | كيه تي سكانيل    | 22    | دنهام سبرينغز    |                 | |
| مين                | إليزابيث كيرفن   | 20    | وينتربورت        |                 | |
| ماريلاند           | كالي شيد         | 22    | كمبرلاند         |                 | سابقًا ملكة جمال ماريلاند مراهقات الولايات المتحدة الأمريكية 2018                                                                                      |
| ماساتشوستس         | سكارليت راميريز  | 27    | لورانس           |                 | |
| ميشيغان            | أريا هاتشينسون   | 23    | بليموث           |                 | ابنة كريس هاتشينسون وأخت إيدان هاتشينسون |
| مينيسوتا           | مادلين هيلجيت    | 23    | كليرووتر         | أفضل 12         | |
| ميسيسيبي           | هيلي وايت        | 23    | بيكايون          |                 | |
| ميزوري             | ميكالا ماكغي     | 28    | سانت لويس        | أفضل 16         | |
| مونتانا            | هيذر لي أوكيف    | 25    | بوزيمان          |                 | |
| نبراسكا            | ناتالي بيبر      | 26    | أوماها           | الوصيفة الثانية | |
| نيفادا             | سمر كيفلر        | 21    | بارديس           |                 | سابقًا ملكة جمال مراهقات واشنطن الولايات المتحدة الأمريكية 2018 شقيقة ستورمي كيفلر، حامل اللقب الأصلي ملكة جمال واشنطن الولايات المتحدة الأمريكية 2016 |
| نيو هامبشاير       | كاميلا ساكو      | 27    | بورتسموث         | أفضل 12         | |
| نيو جيرسي          | الكسندرا لاكمان  | 26    | هوبوكين          |                 | |
| نيو مكسيكو         | سوزان بيريز      | 25    | بورتاليس         | أفضل 12         | |
| نيويورك            | هيذر نونيز       | 26    | كوينز            |                 | |
| كارولاينا الشمالية | مورغان رومانو    | 23    | كونكورد          | الوصيفة الأولى  | |
| داكوتا الشمالية    | سانواه لاروك     | 25    | بلكورت           |                 | |
| أوهايو             | سير كورا كارول   | 23    | قناة وينشستر     |                 | الوصيفة الثالثة |
| أوكلاهوما          | اشلي ايرهارت     | 25    | أوكلاهوما سيتي   |                 | |
| أوريغون            | أرييل فريتاغ     | 27    | هاريسبورغ        |                 | |
| بنسيلفانيا         | بيلي لاري أوينز  | 25    | فينيكسفيل        |                 | ابنة لاعب الدوري الاميركي للمحترفين السابق بيلي أوينز                                                                                                 |
| رود آيلاند         | إيلين كولادو     | 27    | بروفيدنس         |                 | سابقا ملكة جمال مراهقات رود آيلاند الولايات المتحدة الأمريكية 2013                                                                                    |
| كارولاينا الجنوبية | ميرا بونسل       | 25    | ليكسينغتون       |                 | |
| داكوتا الجنوبية    | شانيا كنوتسون    | 21    | بروكينغز         |                 | سابقًا ملكة جمال مراهقات داكوتا الجنوبية الولايات المتحدة الأمريكية 2018                                                                               |
| تينيسي             | إميلي ساتل       | 26    | فرانكلين         | أفضل 12         | سابقًا ملكة جمال مراهقات تينيسي الولايات المتحدة الأمريكية 2013                                                                                        |
| تكساس              | ار 'بوني غابرييل | 28    | هيوستن           | الفائزة باللقب  | ملكة جمال الولايات المتحدة الأمريكية 2022 |
| يوتا               | إليزابيث جاندارا | 27    | سولت لايك سيتي   |                 | |
| فيرمونت            | كيلسي جولونكا    | 22    | مونبلييه         | أفضل 12         | سابقاً ملكة جمال مراهقات فيرمونت الولايات المتحدة الأمريكية 2017                                                                                       |
| فرجينيا            | كايلي هورفاث     | 23    | آشبورن           |                 | |
| واشنطن             | مازي إيكل        | 22    | سياتل            |                 | |
| فيرجينيا الغربية   | كريستيان ليونارد | 25    | مورغانتاون       | أفضل 16         | |
| ويسكونسن           | هوليس براون      | 26    | ميلووكي          |                 | |
| وايومنغ            | مورغان ماكنالي   | 27    | كاسبر            |                 | |

## روابط خارجية
- موقع ملكة جمال الولايات المتحدة الأمريكية الرسمي